# Snowboard ai XXIV Giochi olimpici invernali - Halfpipe maschile
La gara di halfpipe maschile dei XXIV Giochi olimpici invernali di Pechino, in Cina, si è svolto tra il 9 ed l'11 febbraio presso il Genting Snow Park sito a Zhangjiakou.

## Risultati

### Qualificazione
I primi 12 atleti, al meglio delle due run, guadagnano l'accesso alla finale per le medaglie.
| Pos. | #  | Atleta           | Nazione       | Run 1 | Run 2 | Punti | Note |
| ---- | -- | ---------------- | ------------- | ----- | ----- | ----- | ---- |
| 1    | 1  | Ayumu Hirano     | Giappone      | 87.25 | 93.25 | 93.25 | Q    |
| 2    | 4  | Scotty James     | Australia     | 88.25 | 91.25 | 91.25 | Q    |
| 3    | 2  | Ruka Hirano      | Giappone      | 80.75 | 87.00 | 87.00 | Q    |
| 4    | 23 | Shaun White      | Stati Uniti   | 24.25 | 86.25 | 86.25 | Q    |
| 5    | 9  | Valentino Guseli | Australia     | 31.75 | 85.75 | 85.75 | Q    |
| 6    | 3  | Yūto Totsuka     | Giappone      | 84.50 | 12.00 | 84.50 | Q    |
| 7    | 20 | Taylor Gold      | Stati Uniti   | 81.25 | 83.50 | 83.50 | Q    |
| 8    | 5  | Jan Scherrer     | Svizzera      | 73.50 | 79.25 | 79.25 | Q    |
| 9    | 11 | Kaishu Hirano    | Giappone      | 74.75 | 77.25 | 77.25 | Q    |
| 10   | 16 | André Höflich    | Germania      | 75.00 | 17.75 | 75.00 | Q    |
| 11   | 19 | Patrick Burgener | Svizzera      | 70.75 | 73.00 | 73.00 | Q    |
| 12   | 25 | Chase Josey      | Stati Uniti   | 15.75 | 69.50 | 69.50 | Q    |
| 13   | 15 | Louie Vito       | Italia        | 60.25 | 3.25  | 60.25 |      |
| 14   | 7  | Gu Ao            | Cina          | 50.25 | 58.50 | 58.50 |      |
| 15   | 17 | Seamus O'Connor  | Irlanda       | 57.00 | 10.25 | 57.00 |      |
| 16   | 18 | Fan Xiaobing     | Cina          | 39.00 | 44.00 | 44.00 |      |
| 17   | 14 | Lucas Foster     | Stati Uniti   | 42.00 | 21.50 | 42.00 |      |
| 18   | 8  | Lee Chae-un      | Corea del Sud | 26.00 | 35.00 | 35.00 |      |
| 19   | 21 | Lorenzo Gennero  | Italia        | 34.75 | 2.00  | 34.75 |      |
| 20   | 13 | Liam Tourki      | Francia       | 25.50 | 11.50 | 25.50 |      |
| 21   | 22 | Wang Ziyang      | Cina          | 20.25 | 7.50  | 20.25 |      |
| 22   | 10 | Tit Štante       | Slovenia      | 18.25 | 5.75  | 18.25 |      |
| 23   | 12 | Liam Gill        | Canada        | 16.75 | 15.50 | 16.75 |      |
| 24   | 24 | David Hablützel  | Svizzera      | 15.50 | 14.00 | 15.50 |      |
| 25   | 6  | Gao Hongbo       | Cina          | 15.00 | DNS   | 15.00 |      |

### Finale
La finale è stata disputata al meglio delle 3 run.
| Pos.    | #  | Atleta           | Nazione     | Run 1 | Run 2 | Run 3 | Punti |
| ------- | -- | ---------------- | ----------- | ----- | ----- | ----- | ----- |
| Oro     | 12 | Ayumu Hirano     | Giappone    | 33.75 | 91.75 | 96.00 | 96.00 |
| Argento | 10 | Scotty James     | Australia   | 16.50 | 92.50 | 47.75 | 92.50 |
| Bronzo  | 11 | Jan Scherrer     | Svizzera    | 70.50 | 87.25 | 7.50  | 87.25 |
| 4       | 9  | Shaun White      | Stati Uniti | 72.00 | 85.00 | 14.75 | 85.00 |
| 5       | 4  | Taylor Gold      | Stati Uniti | 81.75 | 25.00 | 20.00 | 81.75 |
| 6       | 6  | Valentino Guseli | Australia   | 75.75 | 79.75 | 79.75 | 79.75 |
| 7       | 8  | Chase Josey      | Stati Uniti | 62.50 | 23.00 | 79.50 | 79.50 |
| 8       | 5  | André Höflich    | Germania    | 13.25 | 76.00 | 50.00 | 76.00 |
| 9       | 7  | Kaishu Hirano    | Giappone    | 75.50 | 37.75 | 15.75 | 75.50 |
| 10      | 1  | Yūto Totsuka     | Giappone    | 62.00 | 69.75 | 26.50 | 69.75 |
| 11      | 3  | Patrick Burgener | Svizzera    | 54.50 | 5.75  | 69.50 | 69.50 |
| 12      | 2  | Ruka Hirano      | Giappone    | 13.00 | 11.75 | 9.25  | 13.00 |